# Onthophagus laminicornis
Onthophagus laminicornis är en skalbaggsart som beskrevs av Lansberge 1886. Onthophagus laminicornis ingår i släktet Onthophagus och familjen bladhorningar. Inga underarter finns listade i Catalogue of Life.